# 瓦恩韦根
瓦恩韦根是德国莱茵兰-普法尔茨州的一个市镇。总面积4.64平方公里，总人口699人，其中男性360人，女性339人（2011年12月31日），人口密度151人/平方公里。